# Aeropuerto de Santo Domingo de los Tsáchilas
El Aeropuerto de Santo Domingo de los Tsáchilas (OACI: SESD) es un aeropuerto que se ubica en Santo Domingo, provincia de Santo Domingo de los Tsáchilas. En la actualidad no tiene operaciones regulares, sino que operan avionetas, ultraligeros y helicópteros.

## Historia
La pista de aterrizaje existe desde principios de la década de los años sesenta del siglo XX. Sin embargo, el aeródromo fue construido en 2016, cuando se pensó construir un aeropuerto para conectar la ciudad por vía aérea, en un terreno de 26 hectáreas, a los que se dotó de una pista de aterrizaje de asfalto y dos hangares. 
La zona para el aterrizaje, que ocupa 1.200 metros de largo y 30 de ancho, se mantiene en condiciones aceptables, pero no ha recibido mantenimiento ante el poco uso que le dan las avionetas que atienden vuelos por emergencias o actividades turísticas. El exceso de nubosidad en la ciudad no genera las condiciones climáticas necesarias para una operación aeroportuaria óptima. Por eso la terminal aérea sólo operan dos avionetas y dos ultraligeros.
Existe un proyecto, desde casi la inauguración del aeropuerto, de usar parte de las 26 hectáreas del terreno para construir la Ciudad Comercial Chilachi To, que tiene entre sus novedades previsto albergar la terminal terrestre y el centro comercial popular con 1400 puestos, proyecto con el que se quiere descentralizar la ciudad.